# Johnny Ace
Johnny Otis (Memphis, 1929. június 9. – Houston, 1954. december 25.) amerikai amerikai Rhythm and blues énekes volt. Az 1950-es évek közepén számos slágere jelent meg.

## Pályafutása
Memphisben született egy prédikátor fiaként. Abbahagyta a középiskolát, hogy csatlakozzon az Amerikai Egyesült Államok haditengerészetéhez. A kötelességei nagy része nem teljesítése miatt azonban elbocsátották. Ekkor zongoristaként csatlakozott az Adolph Duncan's Bandhez és a memphisi Beale Street környékén játszott. A helyi zenészek között a Beale Streeters ismertté vált, mert B. B. King, Bobby Bland, Junior Parker, Earl Forest, Roscoe Gordon ott is játszott. Kezdetben ezek nem voltak még profi zenekarok, de időnként volt vezetőjük. Egymás lemezein játszottak.
1951-ben Ike Turner – aki akkor a Modern Records tehetségkutatója és producere volt – megszervezte, hogy a Beale Streetiek készítsenek felvételeket Turner kiadójának. Ace zongorázott már B. B. King néhány lemezén az RPM Recordsnál. Amikor King Los Angelesbe távozott, Ace átvette az énekesi feladatokat és King rádióműsora vezetését is.
Állítólaga WDIA rádióállomás programigazgatója (és a Duke Records alapítója) adta neki a „Johnny Ace” művésznevet.
Ace 1952-ben  Duke kiadta első lemezét, a "My Song"-ot, egy városi "szívballadát", amely szeptembertől kilenc héten át vezette az R&B toplistát.
Turnézni kezdett, többnyire Big Mama Thorntonnal.
A következő két évben egymás után nyolc slágere aratott sikert. Ace szólistaként is sikeres lett. 1954-ben a 16. helyen végzett a Billboard 1954 Disk Jockey szavazásán az R&B kedvenc előadói között. A Cash Box amerikai kereskedelmi hetilap által a lemezlovasok körében végzett országos közvélemény-kutatás eredménye szerint 1954 legjobban eltökélt művészének választották.
Felvételei nagyon jól fogytak. 1955-ben a Duke Records közölte, hogy 1954-es felvételei közül három, köztük a Hound Dog több mint 1 750 000 példányban kelt el.
John Marshall Alexander Jr. (Johnny Ace) egy eltévedt lövés következtében 25 éves korában meghalt.
A Pledging My Love című dalát többek között Chubby Checker, Jackie Wilson, Percy Sledge, The Platters, Wilson Pickett, Jerry Lee Lewis, Tom Jones, Elvis Presley, Emmylou Harris, Aaron Neville, Solomon Burke, George Clinton, Diana Ross énekelte el.
Martin Scorsese Mean Streets című filmje (1973), a Vissza a jövőbe (Robert Zemeckis (1985), és más filmek is felidézik.
Pledging My Love című dala Abel Ferrara 1992-es filmje, a Mocskos zsaru betétdala lett.

## Albumok
- Johnny Ace Memorial Album (1955)
- Pledging My Love (1986)
- The Complete Duke Recordings (2004)
- The Chronological Johnny Ace: 1951–1954 (2005)
- Essential Masters (2008)
- Aces Wild! (The complete solo sides and sessions; 2012)

### Kislemezek
- My Song / Follow the Rule (1952)
- Cross My Heart / Angel (1953)
- The Clock / Aces Wild (1953)
- Saving My Love for You / Yes, Baby (the B-side is a duet with Big Mama Thornton; 1954)
- Please Forgive Me / You've Been Gone So Long (1954)
- Never Let Me Go / Burley Cutie (instrumental) (1954)
- Pledging My Love / Anymore / No Money (1955)
- Anymore/ How Can You Be So Mean (1955)
- So Lonely / I'm Crazy Baby (1955)
- Don't You Know / I Still Love You So (1956)
- Mid Night Hours Journey (Johnny Ace) / Trouble and Me (1953)